# Чемпионат СССР по вольной борьбе 1965
21-й чемпионат СССР по вольной борьбе проходил в Тбилиси (наилегчайший, полулёгкий, полусредний и полутяжёлый веса) с 3 по 5 сентября 1965 года, в Ереване (легчайший, лёгкий, средний и тяжёлый веса) с 10 по 12 сентября 1965 года. В соревнованиях участвовал 141 борец.

## Медалисты
| Весовая категория | Золото                                        | Серебро                                       | Бронза                                    |
| ----------------- | --------------------------------------------- | --------------------------------------------- | ----------------------------------------- |
| Наилегчайший вес  | Тариель Алибегашвили «Динамо» (Тбилиси)       | Леонид Барсуков Вооружённые Силы (Киев)       | Юрий Кишиев «Спартак» (Орджоникидзе)      |
| Легчайший вес     | Али Алиев «Буревестник» (Махачкала)           | Павел Малян «Буревестник» (Ереван)            | Феликс Акоев «Спартак» (Орджоникидзе)     |
| Полулёгкий вес    | Спартак Карсуалидзе «Динамо» (Тбилиси)        | Шамиль Туганов Вооружённые Силы (Киев)        | Е. Морозов «Динамо» (Ленинград)           |
| Лёгкий вес        | Зарбег Бериашвили «Буревестник» (Тбилиси)     | Нугзар Журули Вооружённые Силы (Орджоникидзе) | Михаил Гогава «Динамо» (Тбилиси)          |
| Полусредний вес   | Гурам Сагарадзе «Буревестник» (Тбилиси)       | Юрий Шахмурадов Вооружённые Силы (Махачкала)  | В. Андреев «Динамо» (Ленинград)           |
| Средний вес       | Борис Гуревич Вооружённые Силы (Киев)         | Анатолий Албул Вооружённые Силы (Ленинград)   | Андрей Цховребов «Колмеурне» (Тбилиси)    |
| Полутяжёлый вес   | Шота Ломидзе «Динамо» (Тбилиси)               | Лийва Калю «Динамо» (Таллин)                  | Н. Атидзе «Гантиади» (Тбилиси)            |
| Тяжёлый вес       | Александр Иваницкий Вооружённые Силы (Москва) | Александр Медведь «Буревестник» (Минск)       | Николай Марков Вооружённые Силы (Кишинёв) |